# Halowe Mistrzostwa Europy w Lekkoatletyce 2019 – skok wzwyż kobiet
Skok wzwyż kobiet – jedna z konkurencji technicznych rozgrywanych podczas halowych lekkoatletycznych mistrzostw Europy w hali Emirates Arena w Glasgow. Tytułu mistrzyni sprzed dwóch lat nie obroniła Litwinka Airinė Palšytė, która tym razem zdobyła brązowy medal.

## Terminarz
| Data    | Godzina |              |
| ------- | ------- | ------------ |
| 1 marca | 19:00   | Kwalifikacje |
| 3 marca | 19:15   | Finał        |

## Statystyka

### Rekordy
Tabela prezentuje halowy rekord świata, rekord Europy w hali, rekord halowych mistrzostw Europy, a także najlepsze osiągnięcia w hali w Europie i na świecie w sezonie 2019 przed rozpoczęciem mistrzostw.
|                                               | Zawodniczka       | Wynik | Miejsce    | Data               |
| --------------------------------------------- | ----------------- | ----- | ---------- | ------------------ |
| Rekord świata                                 | Kajsa Bergqvist   | 2,08  | Arnstadt   | 4 lutego 2006(dts) |
| Rekord Europy                                 | Kajsa Bergqvist   | 2,08  | Arnstadt   | 4 lutego 2006(dts) |
| Rekord mistrzostw Europy                      | Tia Hellebaut     | 2,05  | Birmingham | 3 marca 2007(dts)  |
| Najlepszy wynik na świecie w 2019 roku (hala) | Marija Łasickiene | 2,04  | Moskwa     | 3 lutego 2019(dts) |
| Najlepszy wynik w Europie w 2019 roku (hala)  | Marija Łasickiene | 2,04  | Moskwa     | 3 lutego 2019(dts) |

### Najlepsze wyniki w Europie
Poniższa tabela przedstawia 10 najlepszych rezultatów na Starym Kontynencie w sezonie 2019 przed rozpoczęciem mistrzostw.

W zestawieniu nie ujęto rosyjskich lekkoatletek zawieszonych z powodu afery dopingowej, z wyłączeniem startujących w mistrzostwach jako autoryzowani lekkoatleci neutralni.
| Pozycja | Zawodniczka         | Reprezentacja                      | Wynik | Data                | Miejsce   |
| ------- | ------------------- | ---------------------------------- | ----- | ------------------- | --------- |
| 1.      | Marija Łasickiene   | Autoryzowani lekkoatleci neutralni | 2,04  | 3 lutego(dts) br    | Moskwa    |
| 2.      | Julija Łewczenko    | Ukraina                            | 2,00  | 12 lutego(dts) br   | Eaubonne  |
| 3.      | Kateryna Tabasznyk  | Ukraina                            | 1,99  | 26 stycznia(dts) br | Hustopeče |
| 3.      | Jarosława Mahuczich | Ukraina                            | 1,99  | 26 stycznia(dts) br | Hustopeče |
| 5.      | Morgan Lake         | Wielka Brytania                    | 1,97  | 26 stycznia(dts) br | Hustopeče |
| 5.      | Iryna Heraszczenko  | Ukraina                            | 1,97  | 7 lutego(dts) br    | Sumy      |
| 7.      | Imke Onnen          | Niemcy                             | 1,96  | 17 lutego(dts) br   | Lipsk     |
| 8.      | Airinė Palšytė      | Litwa                              | 1,94  | 26 stycznia(dts) br | Wilno     |
| 8.      | Alessia Trost       | Włochy                             | 1,94  | 26 stycznia(dts) br | Hustopeče |
| 8.      | Daniela Stanciu     | Rumunia                            | 1,94  | 6 lutego(dts) br    | Bukareszt |
| 8.      | Karyna Taranda      | Białoruś                           | 1,94  | 6 lutego(dts) br    | Brno      |
| 8.      | Tatiana Gusin       | Grecja                             | 1,94  | 9 lutego(dts) br    | Pireus    |

Pogrubioną czcionką oznaczono zawodniczki, które wystartowały na mistrzostwach.

## Rezultaty

### Kwalifikacje
Do kwalifikacji przystąpiło 26 skoczkiń. Awans do finału dawało osiągnięcie wysokości 1,96 (Q) lub zajęcie jednego z pierwszych ośmiu miejsc (q).
Opracowano na podstawie materiału źródłowego.
| Poz. | Zawodniczka        | Reprezentacja                      | 1,75 | 1,81 | 1,85 | 1,89 | 1,93 | Rezultat | Uwagi |
| ---- | ------------------ | ---------------------------------- | ---- | ---- | ---- | ---- | ---- | -------- | ----- |
| 1.   | Marija Łasickiene  | Autoryzowani lekkoatleci neutralni | –    | –    | o    | o    | xo   | 1,93     | q     |
| 1.   | Julija Łewczenko   | Ukraina                            | –    | o    | o    | o    | xo   | 1,93     | q     |
| 3.   | Erika Kinsey       | Szwecja                            | o    | o    | xo   | xxo  | xo   | 1,93     | q, =  |
| 4.   | Airinė Palšytė     | Litwa                              | –    | o    | o    | o    | xxo  | 1,93     | q     |
| 5.   | Morgan Lake        | Wielka Brytania                    | –    | o    | xo   | o    | xxo  | 1,93     | q     |
| 5.   | Kateryna Tabasznyk | Ukraina                            | –    | o    | xo   | o    | xxo  | 1,93     | q     |
| 7.   | Maruša Černjul     | Słowenia                           | o    | o    | o    | o    | xxx  | 1,89     | q     |
| 7.   | Iryna Heraszczenko | Ukraina                            | –    | o    | o    | o    | xxx  | 1,89     | q     |
| 7.   | Michaela Hrubá     | Czechy                             | o    | o    | o    | o    | xxx  | 1,89     | q     |
| 7.   | Imke Onnen         | Niemcy                             | –    | o    | o    | o    | xxx  | 1,89     | q     |
| 7.   | Daniela Stanciu    | Rumunia                            | –    | o    | o    | o    | xxx  | 1,89     | q     |
| 7.   | Kateryna Taranda   | Białoruś                           | –    | o    | o    | o    | xxx  | 1,89     | q     |
| 13.  | Marija Vuković     | Czarnogóra                         | o    | xo   | xo   | o    | xxx  | 1,89     |       |
| 14.  | Tonje Angelsen     | Norwegia                           | o    | o    | o    | xo   | xxx  | 1,89     |       |
| 14.  | Sofie Skoog        | Szwecja                            | o    | o    | o    | xo   | xxx  | 1,89     |       |
| 16.  | Prisca Duvernay    | Francja                            | o    | xxo  | o    | xo   | xxx  | 1,89     |       |
| 17.  | Elena Vallortigara | Włochy                             | o    | xo   | xxo  | xxo  | xxx  | 1,89     |       |
| 18.  | Ana Šimić          | Chorwacja                          | –    | o    | o    | x-   | xx   | 1,85     |       |
| 18.  | Alessia Trost      | Włochy                             | o    | o    | o    | xxx  |      | 1,85     |       |
| 20.  | Salome Lang        | Szwajcaria                         | o    | o    | xo   | xxx  |      | 1,85     |       |
| 20.  | Claire Orcel       | Belgia                             | o    | o    | xo   | xxx  |      | 1,85     |       |
| 20.  | Bianca Salming     | Szwecja                            | o    | o    | xo   | xxx  |      | 1,85     |       |
| 23.  | Tatiana Gusin      | Grecja                             | –    | xo   | xxo  | xxx  |      | 1,85     |       |
| 23.  | Jessica Kähärä     | Finlandia                          | xo   | o    | xxo  | xxx  |      | 1,85     |       |
| 25.  | Ella Junnila       | Finlandia                          | xxo  | o    | xxo  | xxx  |      | 1,85     |       |
| 26.  | Sommer Lecky       | Irlandia                           | o    | xxx  |      |      |      | 1,75     |       |

### Finał
Opracowano na podstawie materiału źródłowego.
| Poz. | Zawodniczka        | Reprezentacja                      | 1,79 | 1,83 | 1,87 | 1,91 | 1,94 | 1,97 | 1,99 | 2,01 | 2,05 | Rezultat | Uwagi |
| ---- | ------------------ | ---------------------------------- | ---- | ---- | ---- | ---- | ---- | ---- | ---- | ---- | ---- | -------- | ----- |
| 01 ! | Marija Łasickiene  | Autoryzowani lekkoatleci neutralni | –    | –    | o    | o    | o    | o    | o    | xo   | xxx  | 2,01     |       |
| 02 ! | Julija Łewczenko   | Ukraina                            | o    | o    | o    | o    | o    | o    | xo   | xxx  |      | 1,99     |       |
| 03 ! | Airinė Palšytė     | Litwa                              | o    | o    | o    | o    | o    | o    | xxx  |      |      | 1,97     | SB    |
| 4.   | Kateryna Tabasznyk | Ukraina                            | –    | o    | o    | o    | o    | xxo  | xxx  |      |      | 1,97     |       |
| 5.   | Iryna Heraszczenko | Ukraina                            | –    | o    | o    | o    | xo   | xxx  |      |      |      | 1,95     |       |
| 6.   | Michaela Hrubá     | Czechy                             | o    | o    | xo   | o    | xxo  | xxx  |      |      |      | 1,94     | SB    |
| 7.   | Erika Kinsey       | Szwecja                            | o    | o    | o    | o    | xxo  | xxx  |      |      |      | 1,91     |       |
| 7.   | Imke Onnen         | Niemcy                             | o    | o    | o    | o    | xxo  | xxx  |      |      |      | 1,91     |       |
| 9.   | Morgan Lake        | Wielka Brytania                    | –    | o    | o    | xxo  | xxx  |      |      |      |      | 1,91     |       |
| 10.  | Maruša Černjul     | Słowenia                           | o    | o    | xxo  | xxo  | xxx  |      |      |      |      | 1,91     | PB    |
| 11.  | Daniela Stanciu    | Rumunia                            | –    | o    | o    | xxx  |      |      |      |      |      | 1,87     |       |
| 12.  | Kateryna Taranda   | Białoruś                           | o    | o    | xo   | xxx  |      |      |      |      |      | 1,87     |       |